# オリンポス山 (火星)
オリンポス山（オリンポスさん、ラテン語: Olympus Mons）は、火星最大の楯状火山。monsとしては、太陽系で最大である。ギリシアにも同名の山がある。

## 概要

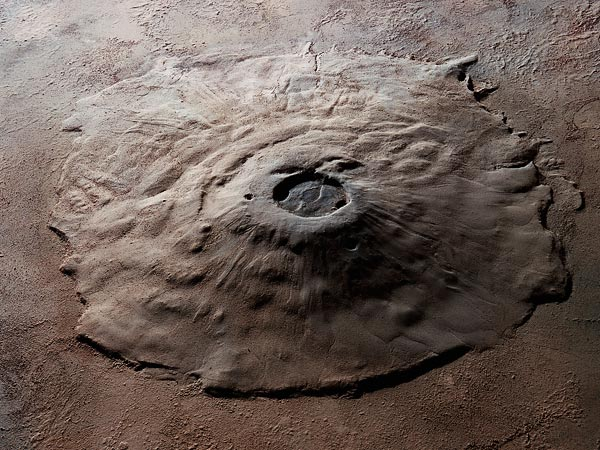
やや斜めから写したオリンポス山

周囲の地表から約27,000メートルまで山体が立ち上がっている。これはエベレストの3倍程度に相当する。火星の標高基準面からの高度は25,000メートルあり、裾野の直径は550キロメートル以上もある。斜面の最大傾斜角度は数度しかないが外縁部では高さ5,000m以上の崖が切り立っている。また、山頂のカルデラは長径80km、短径60km、深さ3.2kmもあり富士山がほぼ収まってしまう。これほど巨大化したのは火星ではプレート移動が起こらないため、ホットスポット上に火口が留まり続けたためではないかと考えられている。
惑星探査機が訪れる前の、専ら地上からの望遠鏡による観測に頼っていた時代には、周囲より白く見えることがあることからオリンピア雪原（ラテン語: Nix Olympica）と呼ばれていた。 オリンポス山の名前はこれを部分的に引き継いだものである。火星の経緯度で北緯18度、東経226度にある。
長らく死火山だと思われていたが、2004年12月23日、ドイツベルリンのチームが240万年程前に噴火した形跡を発見し、将来の噴火の可能性もあると発表、活火山である可能性が指摘された。火星の火山は数十億年という長い寿命の中で数十万年から数百万年にわたり活動を休止することもあるという。

## 画像

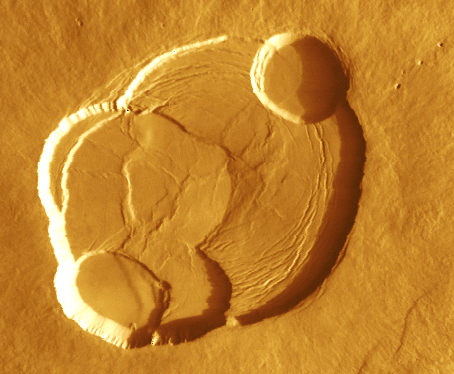
オリンポス山カルデラ
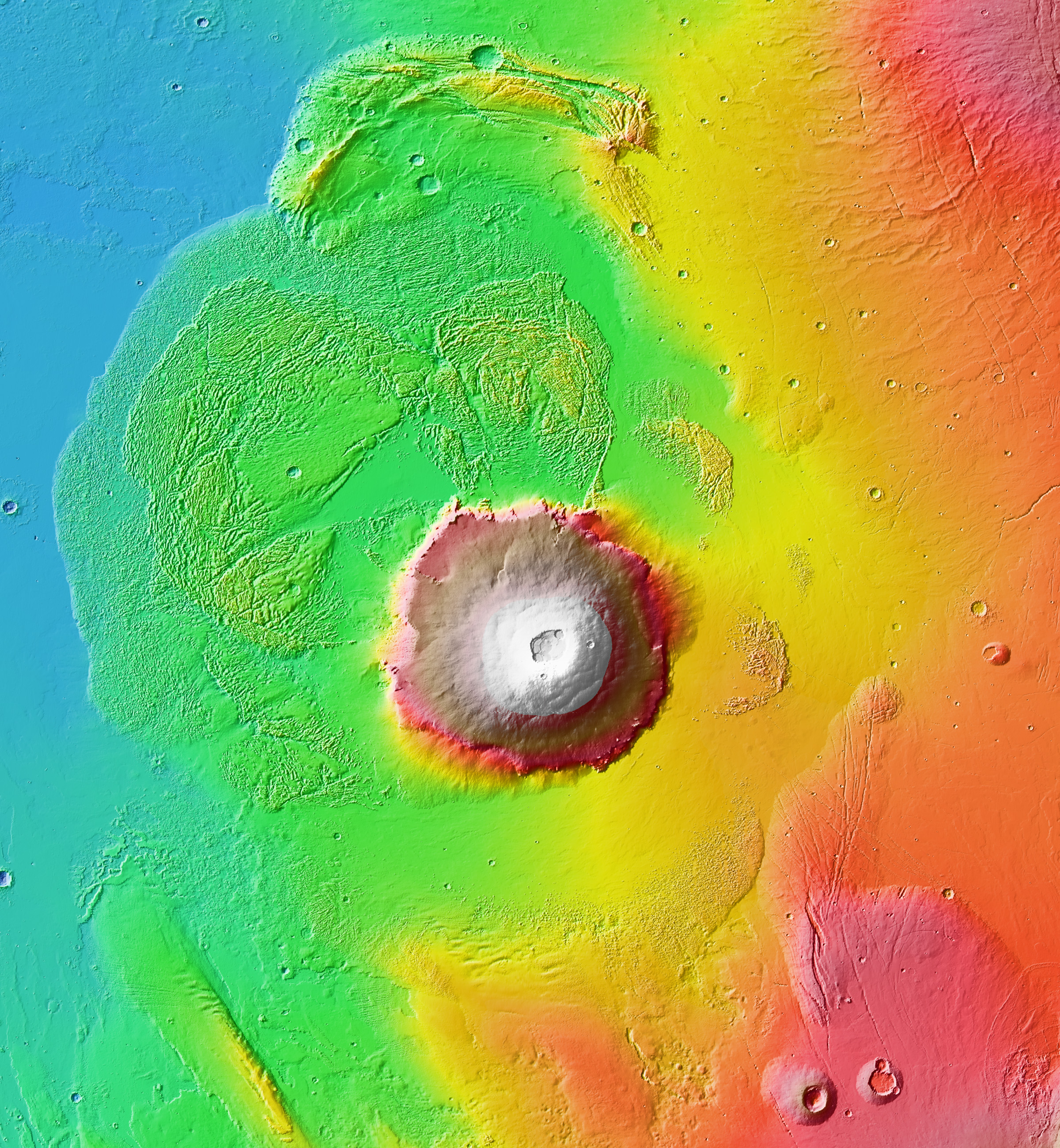
オリンポス山周辺の標高図
オリンポス山周辺の地図